# Eine außergewöhnliche Affäre
Eine außergewöhnliche Affäre (tj. Neobyčejný/Neobvyklý románek) je německý hraný film z roku 2002, který režírovala Maris Pfeiffer podle vlastního scénáře. Televizní film zachycuje coming out ženatého muže.

## Děj
Jochen Wenzel je učitelem biologie a jeho manželka Ina zástupkyní ředitele na stejné škole ve Freisingu. Mají dvě malé děti, bezproblémový vztah a Ina se připravuje na konkurs ředitelky v Erdingenu. Do školy nastoupí nový mladý učitel biologie a fyziky Tom Leuthner. Tom žije jako otevřený gay a Jochen zjišťuje, že ho Tom přitahuje. Tím začne jejich utajovaný vztah. Jochen se po čase rozhodne říct Ině a dětem pravdu. Ina je zoufalá, ale tuší, že manželství už nemůže zachránit. Vztah vyjde najevo i ve škole, Tom proto požádá o přeložení. Ze školy odchází i Jochen, který se rovněž odstěhuje od rodiny. Ina vyhraje konkurs na místo ředitelky a rozhodne se začít nový život.

## Obsazení
| Hans-Werner Meyer | Jochen Wenzel  |
| Tatjana Blacher   | Ina Wenzel     |
| Matthias Walter   | Tom Leuthner   |
| August Schmölzer  | Wolfgang Bauer |
| Bruno Cathomas    | Michael Kaiser |

## Ocenění
- Fernsehfilm-Festival Baden-Baden: zvláštní cena za vynikající dramatický výkon (Tatjana Blacher)